# موتيسية صغيرة الأوراق
موتيسية صغيرة الأوراق (الاسم العلمي: Mutisia microphylla) هو نوع نباتي يتبع جنس الموتيسية من فصيلة النجمية.